# Alexander Gerard
Alexander Gerard (Scozia, 1728 – 1795) è stato un filosofo scozzese.
Docente di filosofia al Marischal College di Aberdeen, è ricordato specialmente per aver dato un contributo non trascurabile all'estetica settecentesca. Egli è fautore di una totale libertà espressiva, con ciò si oppone ad ogni regola fissa nel produrre arte o letteratura come l'estetica razionalista secentesca aveva canonizzato. Da vero illuminista e gli contempera ragione e sentimento, ispirazione e fantasia. Questa è per lui essenziale al produrre bellezza artistica e letteraria e scrive nel suo Saggio sul gusto, del 1759: 
Nello Essay on Genius, del 1774, Gerard definisce il genio la facoltà dell'invenzione, per mezzo della quale è possibile produrre opere nel campo dell'arte ed effettuare scoperte nell'ambito della scienza.